# ВЛ15
Електровоз ВЛ15 (Володимир Ленін, тип 15) — один з найпотужніших у світі вантажних електровозів постійного струму, Виготовлявся з 1984 до 1991 року. Проект електровоза ВЛ15 розроблений спеціальним конструкторським бюро Тбіліського електровозобудівного заводу. 
Частина агрегатів аналогічна ВЛ11, електровоз уніфікований з ВЛ85. Має потужність 8400 кВт, вагу 300 т і максимальну конструкційну швидкість до 100 км/год. Осьова формула — 2(2O-2O-2O). Всього на Тбіліському і Новочеркаському (де виготовлялась механічна частина) заводах було побудовано 50 таких машин. З них 4 електровози модифікації ВЛ15с (відрізняється від ВЛ15 наявністю обладнання для системи багатьох одиниць), а також 6 електровозів модифікації ВЛ15а (відрізняються відсутністю рекуперативної системи).
Більшість електровозів цієї серії експлуатувалися в локомотивних депо, Кандалакша (з 1995 — наш час), Волховстрой і Санкт-Петербург-Сортувальний-Московський.